# One (песен на U2)
One е песен на ирландската рок група U2. Тя е третата от албума им от 1991 г. Achtung Baby и е издадена като трети сингъл от него през март 1992 г. По време на записите на албума в Hansa Studios в Берлин членовете на групата изпадат в конфликт относно посоката, в която групата трябва да върви и качеството на творбите ѝ. Напрежението почти води до разпадане на групата, която успява да направи пробив чрез импровизацията на One. Песента е написана след като членовете на групата са вдъхновени от поредица акорди, които китаристът Дейв „Едж“ Евънс свири в студиото. Текстът, написан от вокалистът Боно, е вдъхновен от проблемите във връзката между членовете на групата и Обединението на Германия. Въпреки че текстът изглежда описва разединение, той често е интерпретиран по различен начин.
One е издаден като сингъл с идеална цел, като печалбите от него отиват за изследване на СПИН. Песента оглавява класациите Irish Singles Charts (Ирландска класация за сингли), US Billboard Album Rock Tracks (Класация за рок песни от албуми на Билборд (САЩ)) и Modern Rock Tracks (Песни в стил модерен рок) и достига седмо място в UK Singles Chart (Британска класация за сингли) и десето на Billboard Hot 100.
Песента е оценена високо от критиците при излизането ѝ и оттогава влиза в класации за най-добрите песни на всички времена. U2 свирят One на всички турнета след първото ѝ изпълнение на живо през 1992 г. и се появява в много от концертните филми на групата. При изпълнение на живо One често бива използвана от групата за подкрепяне на човешките права и каузи са социална справедливост. През 2005 г. U2 презаписват песента като част от дует с Мери Джей Блайдж.

## Композиция
One е рок балада в такт 4/4 и темпо от 91 удара в минута. Куплетите са в акордна прогресия Am-D-Fmaj7-G, докато припевът е в C-Am-Fmaj7-C.
Боно описва темата на песента като „Песента е за приближаването един към друг, но не е старата хипи идея 'Нека всички живеем заедно'. Всъщност е точно обратното. Казва се 'ние сме едно, но не сме същото'. Не се казва дори, че искаме да се разбираме, но че трябва да се подпомагаме взаимно в този свят ако той ще оцелява. Тя е напомняне, че нямаме избор“ (It is a song about coming together, but it's not the old hippie idea of 'Let's all live together.' It is, in fact, the opposite. It's saying, We are one, but we're not the same. It's not saying we even want to get along, but that we have to get along together in this world if it is to survive. It's a reminder that we have no choice).

## Персонал
U2
- Боно – вокали
- Дейв „Едж“ Евънс – китари
- Адам Клейтън – бас
- Лари Мълън Джуниър – барабани, перкусии

Допълнителни изпълнители
- Браяън Ино – допълнителни клавишни инструменти
- Даниел Ланоа – допълнителни китари

|  | Тази страница частично или изцяло представлява превод на страницата One (U2 song) в Уикипедия на английски. Оригиналният текст, както и този превод, са защитени от Лиценза „Криейтив Комънс – Признание – Споделяне на споделеното“, а за съдържание, създадено преди юни 2009 година – от Лиценза за свободна документация на ГНУ. Прегледайте историята на редакциите на оригиналната страница, както и на преводната страница, за да видите списъка на съавторите. ВАЖНО: Този шаблон се отнася единствено до авторските права върху съдържанието на статията. Добавянето му не отменя изискването да се посочват конкретни източници на твърденията, които да бъдат благонадеждни. |